# Контрактне пивоваріння

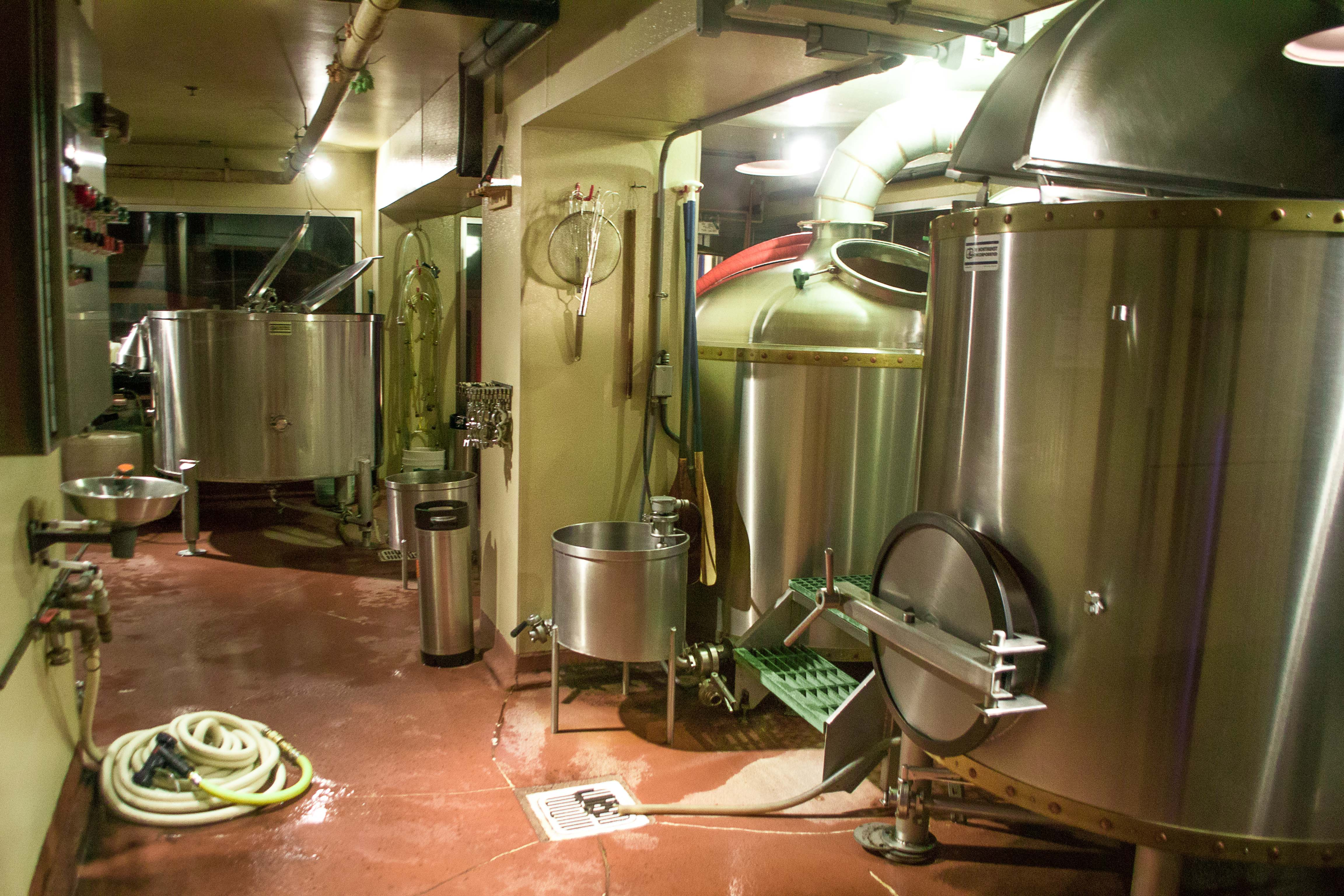
Процес створення пива з середини

В світовій практиці контрактне пивоваріння означає, що ви наймаєте іншу пивоварню для того, щоб варити та фасувати/пакувати пиво, або ж ви орендуєте інше пивоварне приміщення та самостійно варите пиво. У будь-якому випадку, це - ваше пиво, адже рецепт і бренд належить вам і саме ви вирішуєте, як варити пиво.
Як правило, така модель контрактного пивоваріння часто не передбачає значних витрат зусиль та часу для запуску бренду на ринок, оскільки у вас вже є встановлена пивоварня, яка готова до виробництва того чи іншого бренду.
Зараз цей варіант колаборації широко використовується по цілому світі. Найвідоміший бренд Mikkeller, який вариться на різних пивоварнях.

## Нижня межа вартості запуску пивоваріння, або чому контракт?
Початкові витрати на запуск крафтового пивзаводу легко потягнуть велику суму грошей, залежно від масштабів виробництва та його розташування. Витрати включають придбання основного обладнання для пивоваріння, такого як казани, кеги, бойлери та ферментаційні баки. Модернізація обладнання для задоволення зростаючого попиту також може коштувати не дешево.
Натомість, всього за невеликі капіталовкладення, початківці можуть запустити власний бренд пива.

## Недоліки контрактного пивоваріння
Контрактне пивоваріння може заощадити час, гроші та нервові клітини, але поряд з цим має й певні недоліки.
Віддаленість виробництва
Пивовар доручає виробництво свого продукту іншому пивоварному заводу, який може бути не до вподоби клієнтам. Нові пивоварні зазвичай набирають популярності на ринку, через прив’язку до локації, тобто, це паб-пивоварня або пивна, де безпосередньо варять пиво та яку люди можуть відвідати.
Взаємовідносини контрактних пивоварів
Пивоварня, з якою працює пивовар, повинна бути надійною та авторитетною;  замовлення пивовара повинні виконуватися вчасно та чітко відповідати даній рецептурі. 
Логістична мережа
Пошук послуг пивоваріння за контрактом може бути важким, оскільки немає чітких рекомендацій та переліку заводів, готових варити за контрактом. Пивовар можете приєднатися до асоціації пивоварів та співпрацювати з власниками пивзаводів, які свого часу пройшли етап пивоваріння за контрактом. 
Незалежно від того, який шлях обере пивовар, мета залишається незмінною – виробляти якісне пиво, яке буде виділятися серед інших.

## Відомі бренди світу
Mikkeller [Архівовано 1 липня 2018 у Wayback Machine.]

## Відомі бренди України
For Friends